# El día menos pensado (programa de radio)
El día menos pensado fue el programa matinal de Radio Nacional (RNE) dirigido y presentado por Manuel Hernández Hurtado, Manolo H.H., emitido durante la temporada 2012-2013.
Sustituyó a En días como hoy de Juan Ramón Lucas, programa emitido desde septiembre de 2007 hasta agosto de 2012. El programa comenzó en setiembre de 2012, tras la entrada del nuevo equipo directivo en RNE, encabezado por Leopoldo González-Echenique. El programa finalizó en agosto de 2013, siendo sustituido en las mañanas de Radio Nacional por Las mañanas de RNE, presentado por Alfredo Menéndez; tras la entrada del nuevo equipo directivo en RNE, encabezado por el nuevo director de RNE, Alfonso Nasarre y Alberto Martínez Arias, nuevo director de informativos de RNE.

## Estructura
El día menos pensado se emitía de 6 de la mañana a 12 del mediodía, distinguiéndose dos secciones bien diferenciadas. Por un lado, el tramo de actualidad (desde las 6:00 a las 9:30) a su vez subdividido en información (de 6:00 a 9:30) y análisis (de 8:30 a 9:30). Se realizaban informativos territoriales a las 7:25 y a las 7:50. Por otro lado, desde las 9:30 y hasta la finalización del programa, había entrevistas y se trataban temas de cultura, televisión, social, música, cine, etc.

## Tertulianos
Los periodistas que habitualmente colaboraban en este espacio radiofónico eran:
| - Ángel Collado (ABC) - Alberto Menéndez (La Nueva España) - Alfonso Rojo (Periodista Digital) - Bruno Aguilera (ABC) - Carlos Cuesta (El Mundo) - Chelo Aparicio (Estrella Digital) - Esther Esteban (El Mundo) - Esther Jaén (El Plural) - Federico Castaño (Vozpópuli (diario digital)) - Fernando Garea (El País) - Ignacio Martínez (Grupo Joly) | - Isabel Durán (13 TV) - Javier García Vila (Europa Press) - Javier Valenzuela (El País) - Jorge Alacid (ABC) - José Mª Brunet (La Vanguardia) - Manuel Erice (ABC) - Manuel Marín (ABC) - Marta Gómez Montero (13 TV) - Miguel Larrea (ABC) - Raimundo Castro (El Periódico) - Ricardo Martín (El País) |